# Taha Muhji ad-Din Maruf
Taha Muhji ad-Din Maruf (ur. 1929 w As-Sulajmanijji, zm. 7 lutego 2009) – iracki polityk, z pochodzenia Kurd. Wiceprezydent Iraku w latach 1982–2003.

## Życiorys
Pochodził ze średniozamożnej rodziny kurdyjskiej. Ukończył studia prawnicze na Uniwersytecie Bagdadzkim w 1947. Jeszcze w trakcie studiów współtworzył w 1946 Demokratyczną Partię Kurdystanu. W ruchu kurdyjskim był zwolennikiem Dżalala Talabaniego w jego sporze z Mustafą Barzanim.
Po zamachu stanu w Iraku przeprowadzonym przez partię Baas w 1968 został włączony do nowego rządu, co było ze strony baasistów gestem w stronę ludności kurdyjskiej. W latach 1968–1969 był ministrem budownictwa mieszkaniowego. W kolejnych latach był ambasadorem Iraku we Włoszech (1970), w Albanii (1971) i na Malcie (1972).
W ramach porozumienia zawartego z Kurdami przez rząd Ahmada Hasana al-Bakra w 1974 otrzymał stanowisko jednego z wiceprezydentów Iraku. Podczas zbrojnego powstania Kurdów w latach 1974–1975, wspieranego przez Iran i zakończonego w marcu 1975 po podpisaniu porozumienia w Algierze Maruf, nie poparł walczących Kurdów, stając po stronie rządu. W 1982 został włączony do de facto rządzącej Irakiem Rady Dowództwa Rewolucji jako jedyny Kurd i jedyny polityk niezwiązany z partią Baas. Jego rola w Radzie była marginalna; obecność Kurda w tym gremium miała jedynie znaczenie propagandowe.
Taha Muhji ad-Din Maruf pozostał wiceprezydentem Iraku aż do obalenia dyktatury Saddama Husajna przez interwencję Stanów Zjednoczonych i ich sojuszników. W maju 2003 został aresztowany przez Amerykanów, lecz z uwagi na fakt, że nie odgrywał de facto żadnej roli w dawnej elicie władzy zwolniono go. Zamieszkał w Kurdystanie irackim, a następnie w Jordanii, gdzie zmarł na raka.